# Komlósd
Komlósd is een plaats (község) en gemeente in het Hongaarse comitaat Somogy. Komlósd telt 206 inwoners (2001).